# The Outer Worlds
The Outer Worlds är ett datorspel utvecklat av Obsidian Entertainment och utgivet av Private Division. Spelen utvecklades till Playstation 4, Xbox One och Microsoft Windows. Det kom även en version till Nintendo Switch under 2020. Spelet släpptes den 25 oktober 2019.

## Gameplay
Spelet är ett datorrollspel i förstapersonsperspektiv där spelaren vid spelets början skapar en egen figur och får tillgång till ett rymdskepp. Under spelets gång kan spelaren värva NPC:er som följer med en på resan genom spelet. Dialogval ska kunna påverka handlingen i spelet.
Spelets stridssystem erbjuder en rad olika vapen som till exempel handeldvapen. Spelaren har också möjlighet att levla sin karaktär för att låsa upp nya förmågor.